# Азнаєвське нафтове родовище
Азнаевское нафтове родовище відкрите у 1959 році біля с. Азнаєво, Біжбуляцький район Башкортостану.

## Огляд
Не використовується. Дебіт сягає 1-5 тис. м3 на добу.
Геологорозвідка почалася в 1958 році. Входить в Абдулинський прогин, як і Сатаєвське нафтове родовище, Демське нафтове родовище.
Глибина залягання близько 1900 метрів.
Координати родовища 53°30' пн. ш. 54°25' сх. д.